# Glee (musik)
Glee är en engelsk kompositionsart för minst tre solostämmor, vanligen manliga, och närmast motsvarande den germanska manskvartetten. Liksom denna är glee homofon, medan den äldre madrigalen var kontrapunktiskt skriven.
Glees blomstringstid sammanfaller ungefär med livstiden för artens mest berömde kompositör Samuel Webbe (1740–1816). Genren var så omtyckt, att till sångernas utförande bildades särskilda klubbar, glee clubs, i London, varav den förnämsta existerade 1783–1857.